# Phylloscopus inornatus

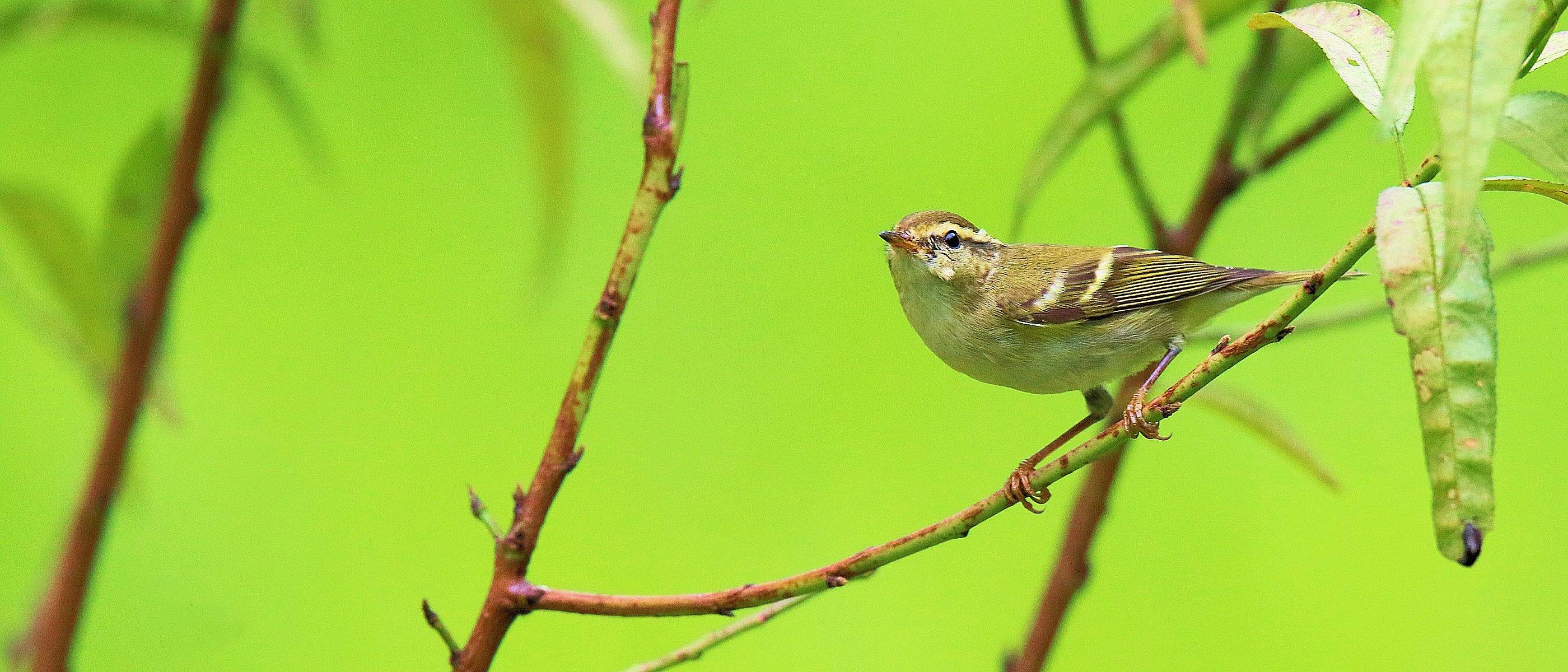
Un luì forestiero mentre sverna in Vietnam

Il luì forestiero (Phylloscopus inornatus Blyth, 1842) è un uccello passeriforme della famiglia delle Phylloscopidae. Il suo areale comprende le zone dell'Asia centrale e orientale a clima temperato; tendenzialmente in inverno migra raggiungendo il Sud-Est Asiatico.

## Descrizione
È di dimensioni ridotte, lungo 9,5–10 cm. Come la maggior parte dei luì, è verdastro nella parte superiore e di colore bianco-grigiastro in quella inferiore. Una spessa doppia banda nera sulle ali, le penne remiganti terziarie con il bordo giallo e il lungo supercilium lo rendono inconfondibile.

## Biologia
È un animale insettivoro, come la maggior parte dei luì. Costruisce il suo nido nella vegetazione densa, in genere alla base di un albero o sui resti di un tronco d'albero; depone solitamente 2-4 uova, che coverà per 11-14 giorni.
Il suo canto è flebile e acuto.

## Distribuzione e habitat
Questo uccello è molto diffuso nei boschi, sia in ambienti di pianura che in montagna; in inverno frequenta anche i terreni coltivati. Il suo areale si estende dai Monti Urali fino alla Cina, a nord dell'Himalaya e delle catene montuose ad essa connesse.
Il suo habitat invernale sono i boschi di latifoglie a bassa quota, infatti in questa stagione è raro osservarlo a nord dell'India orientale, soprattutto ad altitudini superiori a 1 000 m s.l.m..
La migrazione invernale del luì forestiero avviene verso le aree a clima tropicale umido dell'Asia; occasionalmente, soprattutto in autunno, l'uccello può spingersi sino all'Europa occidentale.